# Armylaena fasciata
Armylaena fasciata là một loài bọ cánh cứng trong họ Cerambycidae.